# Paszczak australijski
Paszczak australijski (Podargus strigoides) – gatunek ptaka z rodziny paszczaków (Podargidae), występujący w całej Australii wraz z Tasmanią. Pozostałe gatunki rodzaju Podargus żyją w północno-wschodniej Australii, na Nowej Gwinei i okolicznych wyspach. Nie jest zagrożony.

## Morfologia
WyglądJeden z najlepiej kamuflujących się ptaków. Gdy siedzi w bezruchu na gałęzi, bardzo trudno go dostrzec. Upierzenie generalnie srebrnoszare z nieco jaśniejszym spodem ciała i ciemniejszym ogonem. Występuje też czerwonawobrązowa odmiana barwna. Samice są podobne do samców, ale nieco mniejsze.
Średnie wymiary
- długość ciała: 34–53 cm[2]
- rozpiętość skrzydeł: 45–60 cm
- masa ciała: 205–364 g (podgatunek phalaenoides), 180–680 g (podgatunek strigoides)[2]

## Ekologia i zachowanie
Biotop

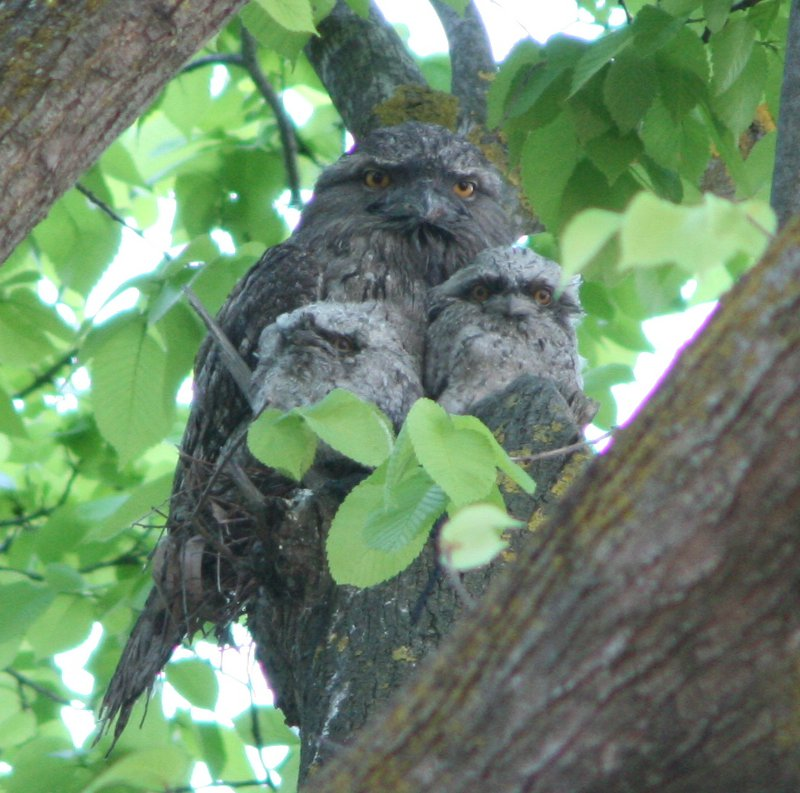
Rodzic z dwoma 32-dniowymi młodymi

Żyje na zalesionych obszarach z polanami, na obrzeżach wilgotnych lasów tropikalnych, w zadrzewieniach na obszarach miejskich, parkach, a nawet ogrodach. Unika gęstych lasów deszczowych i pozbawionych drzew pustyń.
Rozmnażanie
- Okres lęgowy: Zazwyczaj od sierpnia do grudnia; na obszarach suchych zależnie od opadów deszczu[6]
- Okres wysiadywania: 28–32 dni[6]
- Liczba jaj: Najczęściej 2
- Wychowywanie piskląt: Około 30 dni

Tryb życia
- Zwyczaje: Ptak nocny, najczęściej żyje w parach
- Pożywienie: Głównie duże gatunki owadów, żaby, myszy i owoce
- Głosy: Powtarzane, głębokie trąbienie „kom, kom”, czasem syczy i piszczy

## Status
IUCN uznaje paszczaka australijskiego za gatunek najmniejszej troski (LC, Least Concern) nieprzerwanie od 1988 roku. Liczebność światowej populacji nie została oszacowana, ale ptak ten opisywany jest jako zazwyczaj pospolity. Ze względu na brak istotnych zagrożeń i dowodów na spadki liczebności BirdLife International uznaje trend liczebności populacji za prawdopodobnie stabilny.

## Podgatunki
Obecnie wyróżnia się trzy podgatunki P. strigoides:
- P. s. brachypterus Gould, 1841 – zachodnia i środkowa Australia
- P. s. phalaenoides Gould, 1840 – północna Australia
- P. s. strigoides (Latham, 1801) – wschodnia Australia i Tasmania